# رافا موخیکا
رافا موخیکا (اسپانیایی: Rafa Mújica‎؛ زادهٔ ۲۹ اکتبر ۱۹۹۸) بازیکن فوتبال اهل اسپانیا است.
از باشگاه‌هایی که در آن بازی کرده است می‌توان به باشگاه فوتبال اکسترمادورا، باشگاه فوتبال رئال اویدو، باشگاه فوتبال لیدز یونایتد، و باشگاه فوتبال بارسلونا بی اشاره کرد.
وی همچنین در تیم‌های ملی فوتبال زیر ۱۷ سال اسپانیا، زیر ۱۸ سال اسپانیا، و زیر ۱۹ سال اسپانیا بازی کرده است.